# Telefunkeneisenbahn (Samoa)
Die Telefunkeneisenbahn war eine mehr als 6,4 km lange private Schmalspurbahn von der Küste bei Apia zur Telefunkenstation auf dem Mount Vaea im damaligen Deutsch-Samoa.

## Geschichte
Die Deutschen bauten die Schmalspurbahn, um Baumaterial zu der neuen Funkstation von Telefunken auf Samoa zu bringen. Die Funkstation wurde am 1. August 1914, kurz nach dem Beginn des Ersten Weltkriegs, planmäßig in Betrieb genommen. Die Hauptstrecke war etwa 6,4 km lang, und das Netz hatte einschließlich Zweigstrecken in mehrere Kokosnussplantagen eine Gesamtlänge von 12,9 km. Eine Lokomotive mit einem Ottomotor, die wohl von der Motorenfabrik Oberursel für Telefunken hergestellt worden war, konnte eine Maximallast von fünf Tonnen bei einer Höchstgeschwindigkeit von 19 km/h (12 mph) ziehen.
Als die Eisenbahner der NZR als Streitkräfte des 3rd Auckland Regiment in Samoa ankamen, war die Bahnlinie nicht betriebsbereit, aber eine Gruppe von Gleisbauern unter Leutnant Christophers richtete die Gleise wieder aus und bettete sie in neuem Schotter. Für mehrere Tage fand reger Betrieb statt mit durchschnittlich 30 Zügen pro Tag vom Schiffsanleger bei Apia zum Vaea Camp, wo das Railway Corps sein Camp aufgeschlagen hatte. Die Lokomotive wurde schnell mit NZR beschriftet und erhielt den Namen A1, aber die Männer vermissten den typischen Klang der Dampfpfeife der neuseeländischen A-Klasse, so dass zwei Lokomotivführer beauftragt wurden, eine Pfeife an der Lokomotive anzubringen.
Es fiel dem Regiment schwer, die Funkstation wieder in Betrieb zu nehmen, weil wichtige Teile von den Deutschen ausgebaut worden waren. Als Notlösung wurde der Petroleum-Generator der Eismaschine der Metzgerei von Apia beschlagnahmt, um ihn versuchsweise zum Betrieb der Funkstation zu verwenden. Er war aber dafür nicht leistungsstark genug. Nachdem der Drehzahlbegrenzer des Glühkopf-Dieselmotors, den die Deutschen ausgebaut hatten, wieder eingebaut worden war, ließ sich der Motor starten. Er drehte sich aber viel zu schnell, weil der Drehzahlbegrenzer nicht richtig eingestellt worden war, so dass das Schwungrad zerbarst und ein Teil auf einer Höhe von 75 m im Mast einschlug, wobei dieser verbogen wurde und dann einem Mitarbeiter der Funkstation das Bein abriss. Die Wiederinbetriebnahme der Funkstation war eine Ehrensache für die englischen, neuseeländischen und australischen Truppen. Ihre vergeblichen Bemühungen blieben den Eingeborenen nicht verborgen. Insbesondere der Unfall mit dem Dieselgenerator sprach sich trotz strengster Geheimhaltung schnell herum, wodurch das Ansehen der Engländer bei den Samoanern in Mitleidenschaft gezogen wurde.
Die neuseeländischen Eisenbahner verlängerten die Strecke bis zu ihren Camps bei Vaea und Malifa. Während der Besatzungszeit wurde die Bahn zum Transport von Nachschub und Munition sowie zum Transport von Schnittholz für die Hütten im Camp und Schotter für die Befestigung des Weges zur Funkstation eingesetzt. Der ‘Apia Express’ wurde außerdem an Sonntagen für Ausflüge genutzt, wenn die Soldaten ihren freien Tag hatten.